# Il mare intorno a noi
Il mare intorno a noi (The Sea Around Us) è un documentario basato sul libro con lo stesso titolo di Rachel Carson prodotto nel 1953 diretto da Irwin Allen vincitore del premio Oscar al miglior documentario.